# Anden folkeafstemning om Skotlands uafhængighed af Storbritannien
|  | Denne artikel beskriver en fremtidig begivenhed Denne artikel eller sektion handler om planlagt eller forventet fremtidig begivenhed. Der kan forekomme spekulativ information, og indholdet kan ændres dramatisk når begivenheden nærmer sig og mere information bliver tilgængelig. |

En anden folkeafstemning om skotsk uafhængighed af Storbritannien er blevet bebudet af regeringen i Skotland som en "særdeles sandsynlig" følge i lyset af de forskellige afstemningsmønstre mellem de forskellige dele af Storbritannien ved den den 23. juni 2016 afholdte ikke-bindende folkeafstemning om Storbritanniens fortsatte EU-medlemskab. I denne folkeafstemning stemte alle 32 afstemningsområder i Skotland for at forblive i EU, men det samlede britiske resultat gav 51,9% flertal for, at Storbritannien forlader EU på grund af de høje andele af stemmer i store dele af England og Wales. Den 24. juni 2016 erklærede den skotske regerings embedsmænd, at man ville begynde planlægningen af en folkeafstemning om uafhængighed.
En tidligere folkeafstemning om samme emne i 2014 resulterede i at 44,7% af vælgerne stemte for uafhængighed for Skotland på grund af usikkerhed omkring Skotlands fortsatte EU-medlemskab, hvis det ikke forblev i Storbritannien. Efter Skotlands beslutning om at forblive i EU og Englands om at forlade EU blev kendt, sagde den skotske førsteminister Nicola Sturgeon, at det var "klart, at folk i Skotland ser deres fremtid som en del af Den Europæiske Union" og at Skotland havde "talt afgørende "med en" stærk, utvetydige "stemme for at forblive i EU. Sturgeon sagde, at det er" demokratisk uacceptabelt ", at Skotland kan tages ud af EU" mod sin vilje." Tidligere premierminister Alex Salmond sagde, at afstemningen var en "betydelig og væsentlig ændring" i Skotlands position inden for Storbritannien, og at han var sikker på, at Scottish National Party ville gennemføre sit manifest om at afholde en ny folkeafstemning. Tidligere statsminister Tony Blair erklærede, at han mener, at Skotland vil forlade Storbritannien, hvis Storbritannien forlader EU.